# Бамба Мюллер
Бамба Мюллер (6 липня 1848 — 18 вересня 1887) — дружина магараджі Дуліпа Сінґха, останнього магараджи Лахора. Вихована християнськими місіонерами, її перетворення з позашлюбної дівчини, народженої батьком-німцем і матір'ю-абіссінкою (Ефіопкою), яка жила в каїрській місії, на Магарані, яка жила розкішним життям із «Чорним принцом Пертширу», порівнюється з історією «Попелюшки».

## Життєпис
Бамба Мюллер була дочкою Людвіга Мюллера, німецького торгового банкіра з компанії «Тодд Мюллер і Ко», від його коханки абіссінського походження на ім'я Софія. Ім'я Бамба по-арабськи означає рожева. У її батька вже була дружина, тому він віддав свою позашлюбну доньку під опіку місіонерів у Каїрі. Її батько заплатив за її навчання і підтримував зв'язок з місіонерами. Мюллер стала ентузіасткою і харизматичним членом християнської спільноти і була єдиною жінкою в обраній групі причасників у школі Американської пресвітеріанської місії в Каїрі.

## Принц
Дуліп Сінґх був останнім правителем імперії сикхів, скинутий Ост-Індською компанією після Другої англо-сикхської війни. У 1863 році Сінґх перебував під наглядом у Великій Британії, де він був другом королеви Вікторії та мав велике коло спілкування. Він був відомий як «Чорний принц Пертширу» навколо свого будинку в Шотландії. Адміністрація Ост-Індської компанії дала Сінґху гроші за умови виконання вимог британського уряду. Дуліпа забрали до Британії, коли він був дитиною, і виховувався як християнин. Це сталося після того, як Ост-Індська компанія переконала його погодитися на анексію Пенджабу. Договір також передбачав передачу британцям алмазу Кох-і-Нор, який став частиною коронних коштовностей. Сінґх був розлучений зі своєю матір'ю Магарані Джиндан Каур. Його мати лишилася в Індії, хоча зрештою їй дозволили повернутися до сина в Англії. Після спеціального дозволу Дуліп забрав її. Ост-Індська компанія дозволила Дуліпу вдруге відвідати Індію, щоб поховати свою матір після того, як вона померла в Британії, хоча тіло залишалося на кладовищі Кенсал-Грін протягом майже року, поки про нього домовлялися. Прах його матері не дозволили поховати в Лахорі (головному місті Пенджабу), а замість цього довелося помістити в меморіал у Бомбеї.

## Пропозиція
Повертаючись із Бомбею, Дуліп проїхав через Каїр і 10 лютого 1864 року відвідав там місіонерів. Через кілька днів він знову відвідав школу для дівчаток, де він вперше зустрів Бамбу Мюллер, яка була інструкторкою. Вона була єдиною дівчиною, яка присвятила себе християнському життю. Під час кожного візиту Дуліп дарував місії кілька сотень фунтів.

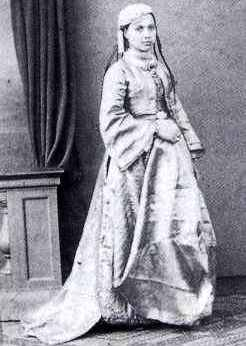
Молода Бамба

Наприкінці місяця Дуліп Сінґх написав вчителям місіонерської школи в надії, що вони порекомендують йому дружину, оскільки він мав жити у Британії, а він хотів мати дружину-християнку східного походження. Королева Вікторія сказала Дуліпу, що він повинен одружитися на індійській принцесі, яка здобула освіту в Англії, але він бажав дівчину з меншою витонченістю. Остаточна пропозиція була зроблена через посередника, оскільки Дуліп не володів арабською, єдиною мовою Мюллер. Місіонери обговорили цю пропозицію з Мюллер. Вона не була впевнена, чи погодитися на пропозицію, запропоновану через місіонерів. Її першим бажанням було стати навчати дітей у місіонерській школі. З її батьком порадилися, але він залишив вибір за донькою. Зрештою Мюллер ухвалила рішення після того, як помолилася про керівництво. Вона вирішила, що шлюб був Божим покликом для неї, щоб розширити свої амбіції. Сінґх зробив значний внесок у тисячу фунтів стерлінгів для школи та одружився з Мюллер 7 червня 1864 року в британському консульстві в Александрії, Єгипет. Церемонія була описана як коротка, з невеликою кількістю свідків. Обидва були одягнені в європейський одяг, хоча Дуліп носив тюрбан. Бамба носила прості прикраси, включаючи перли. У неї була муарова сукня з короткими рукавами, старовинна сукня, апельсиновий цвіт у волоссі та вуаль. Принц склав обітницю англійською, а Бамба говорила арабською.

## Сім'я і смерть
У пари було троє синів і три дочки, яких вони виховували в Елведен-Голлі в Саффолку, Англія. Шестеро її дітей: Віктор Дуліп Сінґх (1866—1918), Фредерік Дуліп Сінґх (1868—1926), Бамба Сазерленд (1869—1957), Кетрін Гільда Дуліп Сінґх (1871—1942), Софія Дуліп Сінґх (1876—1948), і Альберт Едвард Александер (1879—1893).
Віктор і Фредерік приєдналися до британської армії, а Фредерік став членом Товариства антикварів Лондона. Одна з її дочок, Бамба Софія Джиндан, повернулася до Лахора як дружина доктора Сазерленда. Вона була відома як принцеса Бамба Сазерленд.
У 1886 році її чоловік вирішив повернутися до Індії. По дорозі туди він був заарештований в Адені та змушений повернутися до Європи. Бамба померла 18 вересня 1887 року і була похована у Елведені. Повідомляється, що причиною смерті стала «повна ниркова недостатність, спричинена гострим випадком діабету, що погіршився через її зловживання (алкоголю)».
Чоловік Бамби знову одружилася в 1889 році на Аді Дуглас Ветерілл і народив з нею ще двох дітей.
Її син Альберт Едвард Олександр Дуліп Сінґх помер у віці тринадцяти років у Гастінгсі 1 травня 1893 року і був похований поруч зі своєю матір'ю. Коли чоловік Бамби помер, його тіло повернули до Англії та поховали разом із дружиною та сином у Елведені.